# Sint-Barbarabeeld (Nulland)
Het Sint-Barbarabeeld is een standbeeld in Nulland in de Nederlandse gemeente Kerkrade. Het beeld staat aan de Oude Schachtstraat tussen deze straat en de Domaniale Mijnstraat. Op ongeveer 35 meter naar het westen staat het schachtgebouw van de Domaniale mijn.
Het beeld is opgedragen aan de heilige Barbara van Nicomedië, de beschermheilige van mijnwerkers.

## Geschiedenis
Met de ontginning van de steenkolenlagen van het Zuid-Limburgs steenkoolbekken werden er op verschillende plekken mijnschachten aangelegd. Een daarvan was de Schacht Nulland van de Domaniale mijn.
In 1960 werd bij de Maria Gorettikerk op het Maria Gorettiplein een standbeeld geplaatst van de hand van Jo Ritt.
In 2005 werd het standbeeld met de renovatie van het plein meer dan 250 meter naar noordoosten verplaatst naar het voormalige terrein van de Domaniale mijn en kwam toen te staan aan de Oude Schachtstraat.

## Standbeeld
Het standbeeld staat op een sokkel van gemetselde keitjes met aan de voorzijde een plaquette met de tekst:

H. Barbara
bid voor ons

Het standbeeld zelf toont de heilige Barbara terwijl zij voor haar borst een mijnlamp vasthoudt. Naast haar staat een (lage) toren waar zij volgens de overlevering in opgesloten zou hebben gezeten. De toren heeft drie vensters, hetgeen symbool zou staan voor de Heilige Drievuldigheid.
Naast het standbeeld staat een gevuld kolenwagentje.